# Rasno (Prijepolje)
Pour les articles homonymes, voir Rasno.
Rasno (en serbe cyrillique : Расно) est un village de Serbie situé dans la municipalité de Prijepolje, district de Zlatibor. Au recensement de 2011, il comptait 378 habitants.

## Démographie

### Évolution historique de la population
| 1948 | 1953 | 1961 | 1971 | 1981 | 1991 | 2002 | 2011 |
| ---- | ---- | ---- | ---- | ---- | ---- | ---- | ---- |
| 269  | 335  | 393  | 421  | 447  | 442  | 410  | 378  |

|  |